# تيرانس ميتشيل
تيرانس ميتشيل (بالإنجليزية: Terrance Mitchell)‏ هو لاعب كرة قدم أمريكية أمريكي، ولد في 27 مايو 1992 في ساكرامنتو في الولايات المتحدة.

## وصلات خارجية
- تيرانس ميتشيل على موقع مرجع كرة القدم المحترفة.كوم (الإنجليزية)